# Stylissa carteri

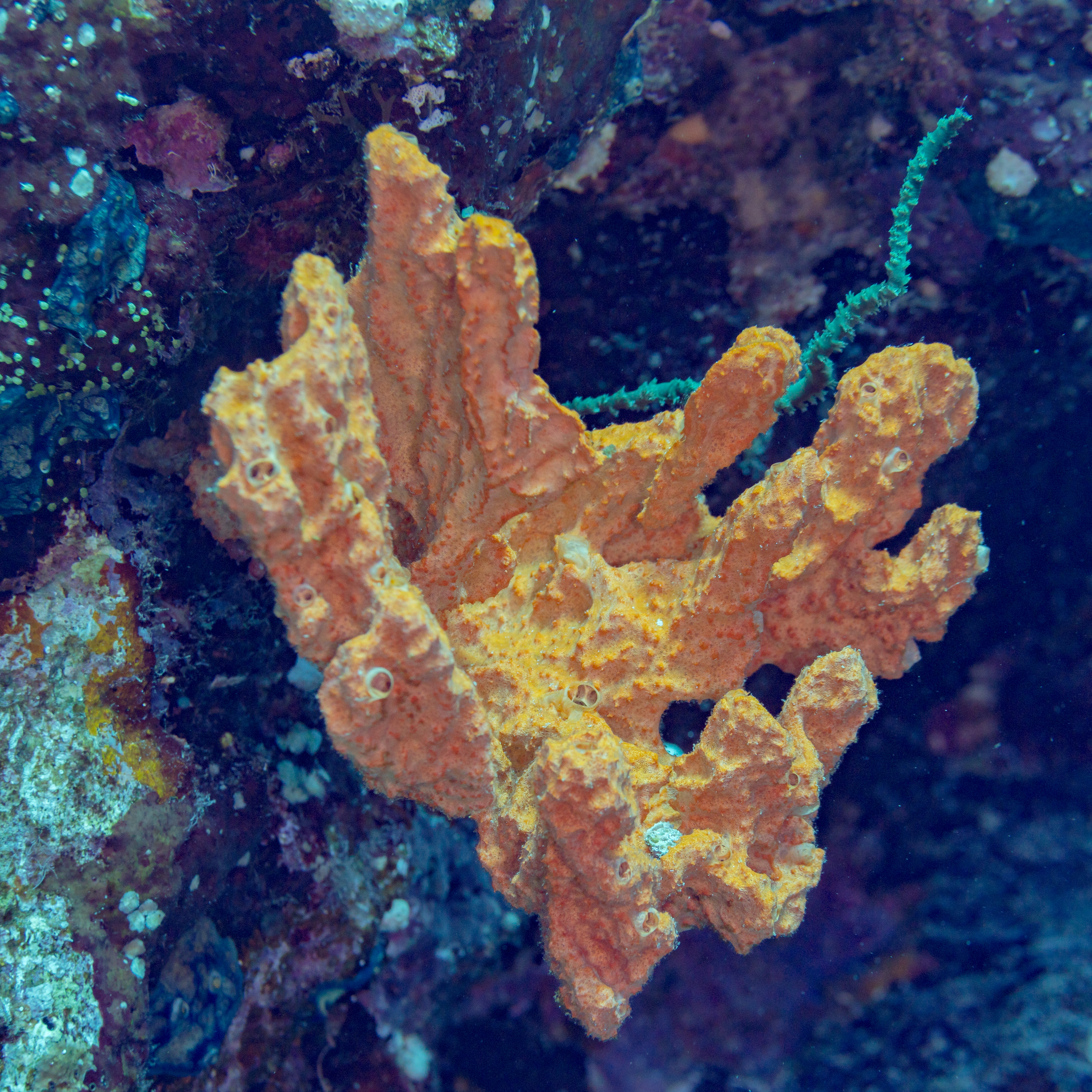
Ejemplar en el mar Rojo.

Stylissa carteri, comúnmente conocida como esponja oreja de elefante, es una especie de esponja marina que se encuentra desde el mar Rojo hasta Australia. Su cuerpo robusto, generalmente independiente, de color naranja amarillento con muchas espículas, puede llegar a alcanzar los 50 cm de longitud.